# Gnusek

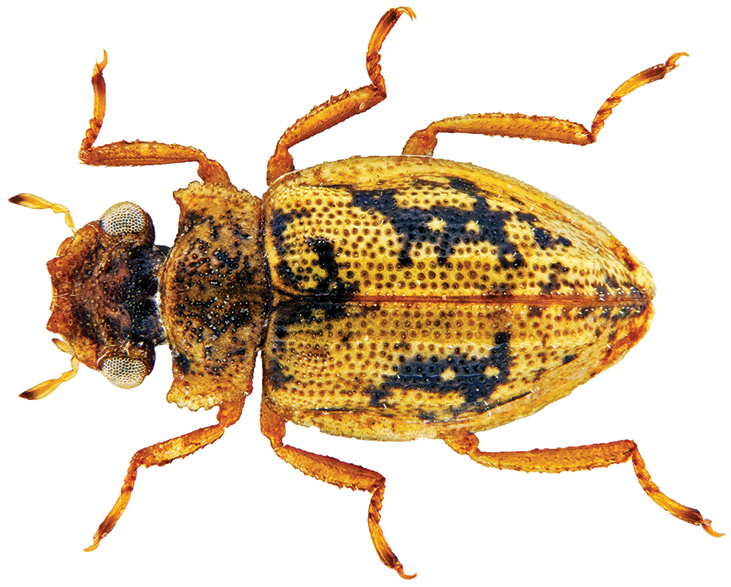
Spercheus cerisyi

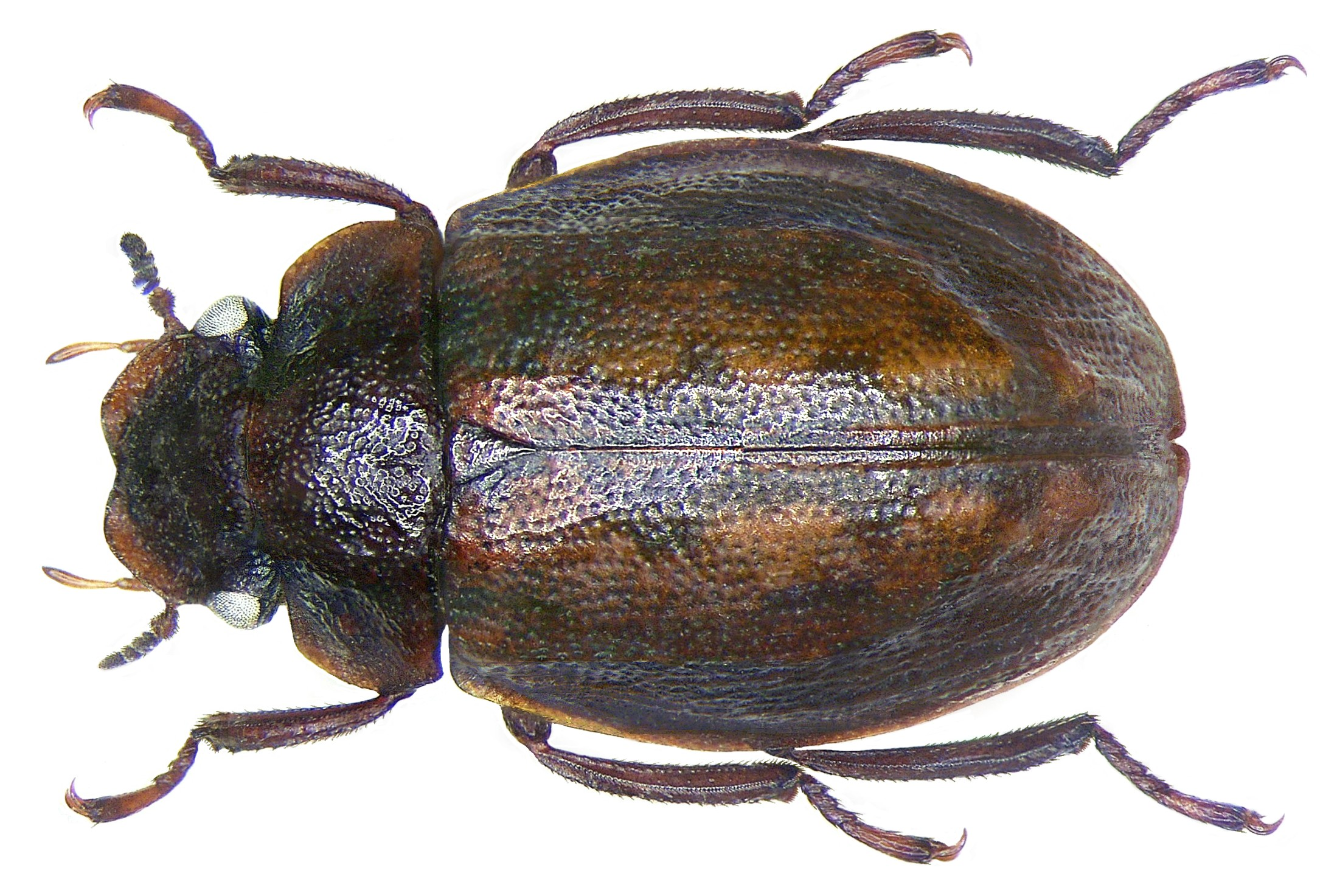
Spercheus emarginatus

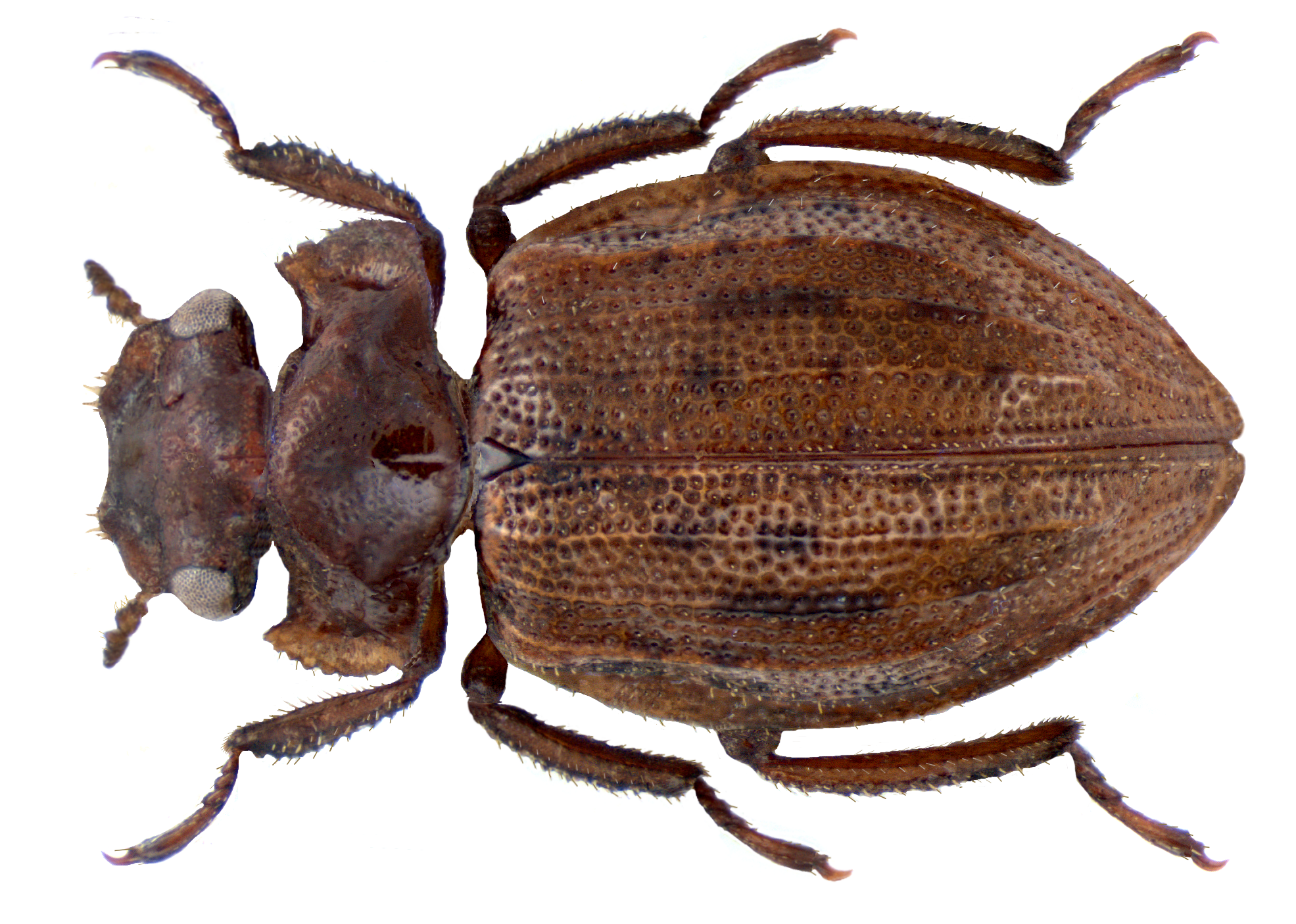
Spercheus siamensis

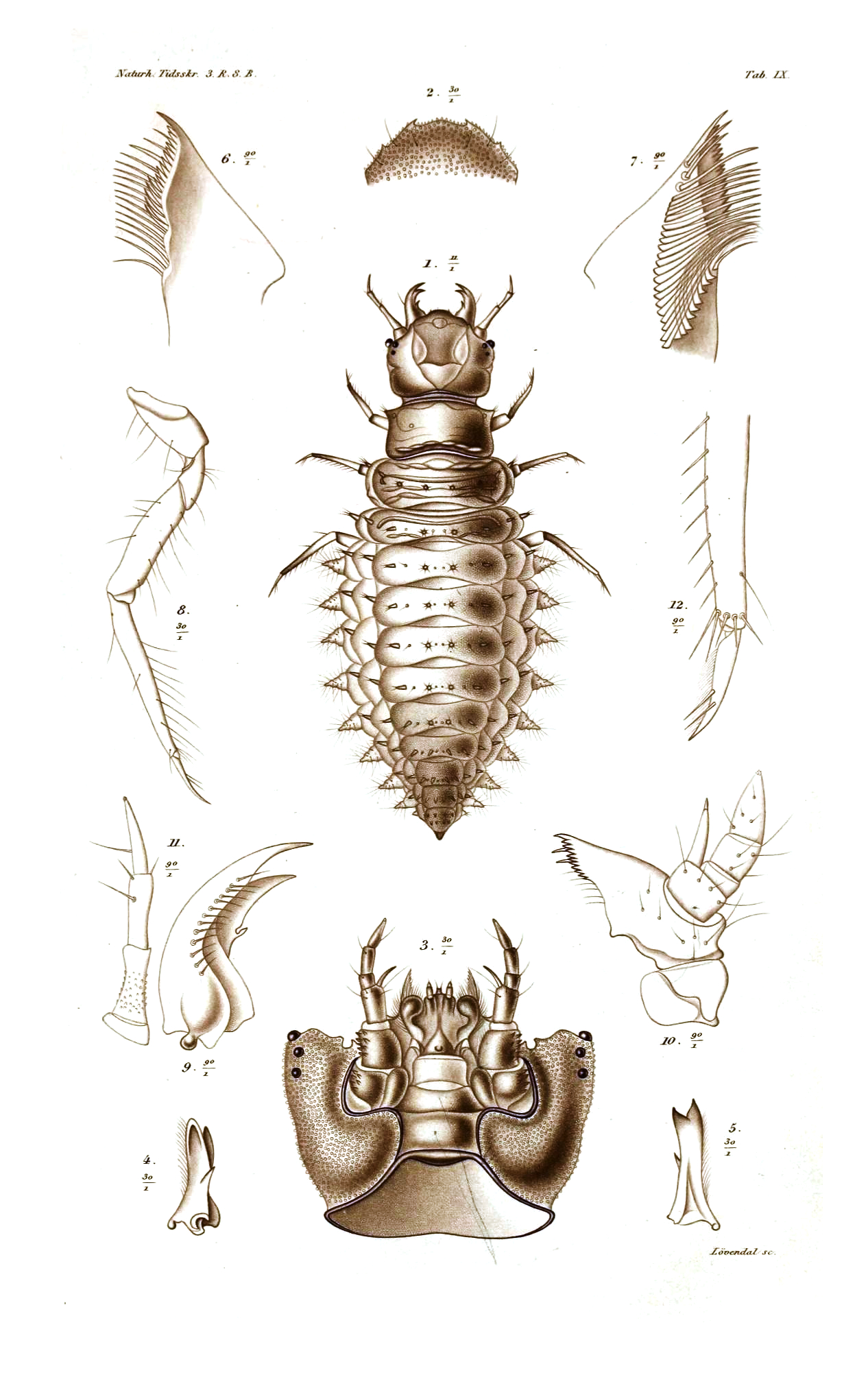
Larwa S. emarginatus

Gnusek (Spercheus) – rodzaj chrząszczy z nadrodziny kałużnicokształtnych i rodziny gnusków. Obejmuje około 18 opisanych gatunków. Zamieszkują wszystkie krainy zoogeograficzne oprócz nearktycznej. Zarówno larwy, jak i postacie dorosłe są owadami wodnymi, zasiedlającymi wody stojące o gęstej roślinności.

## Morfologia

### Owad dorosły
Chrząszcze o wydłużonym, owalnym, umiarkowanie lub silnie wysklepionym ciele długości od 1,9 do 7 mm, od 1,8 do 2,1 raza dłuższym niż szerokim. Ubarwienie mają żółtawe do ciemnobrązowego, często z jasno-ciemnym wzorem na pokrywach. Wierzch ciała jest gładki, nieowłosiony, zaopatrzony jednak w sterczące, buławkowate szczecinki. Powierzchnia głowy i przedplecza ma punkty czy zmarszczki, ale nie ziarniste guzki. Spód ciała, zwykle z wyjątkiem tyłu odwłoka i epipleurów gęsto porastają hydrofobowe włoski.
Głowa jest prognatyczna, o częściowo lub całkowicie zanikłym szwie epistomalnym, wykształconych rowkach podczułkowych oraz wąskim korpotentorium. Oczy złożone są z drobnych fasetek, lekko wyłupiaste, okrągłe, całobrzegie. Czułki mają długość równą niespełna połowie szerokości głowy i zbudowane są z siedmiu członów, z których trzy ostatnie formują dość luźno zestawioną buławkę. Duży nadustek jest u samca głęboko wykrojony i z kanciastymi płatami bocznymi, u samicy lekko wykrojony i z płatami bocznymi zaokrąglonymi; u obu płci nakrywa silnie poprzeczną, na przedzie ściętą lub zafalowaną wargę górną oraz spłaszczone żuwaczki. Te ostatnie cechuje błoniasta prosteka, nieco niesymetryczna i dobrze wykształcona mola, dwuzębny wierzchołek oraz brak wyrostków ruchomych. Boczne i przednie krawędzi żuwaczek tworzą kąty proste. Szczęki dysponują niewielkimi, półkolistymi kotwiczkami, trójkątnymi i wydłużonymi nasadowymi odcinkami pieńków, smukłymi, palcowatymi, opatrzonymi dwoma szeregami szczecinek żuwkami zewnętrznymi, a żuwkami wewnętrznymi porośniętymi długimi szczecinkami skrywającymi mały haczyk. Smukłe, tak długie jak czułki głaszczki szczękowe mają długi i niesymetryczny człon wierzchołkowy. Warga dolna charakteryzuje się na przedzie podzielonym na dwa owłosione płaty z poprzecznie owalnym sklerytem każdy przedbródkiem, bardzo dużą, poprzeczną, prawie prostokątną bródką z trójkątnymi wyrostkami po bokach, przewężonym między rowkami tentorialnymi i na przedzie silnie rozszerzonym podbródkiem oraz zbudowanymi z trzech członów głaszczkami wargowymi. Gula jest umiarkowanie ku przodowi zwężona. Szyja zaopatrzona jest w skleryty szyjne.
Przedplecze jest około dwukrotnie szersze niż dłuższe, najszersze pośrodku lub nieco wcześniej, o silnie dwufalistej krawędzi przedniej, wydatnych i ostrych kątach przednich, silnie zakrzywionych i rozpłaszczonych bokach z kompletnymi, ząbkowanymi lub opatrzonymi palcowatymi płatkami listewkami bocznymi, prostych lub zaokrąglonych kątach tylnych oraz prostej do lekko falistej krawędzi tylnej wyposażonej od brzusznej strony w listewkę rozciągającą się tylko na połowie jej szerokości i po bokach przedłużoną w tępe ząbki. Powierzchnia przedplecza zwykle jest mocno sklepiona i bywa płaska lub zaopatrzona we wciski, zwykle w części przedniej ma pośrodkową bruzdkę. Tarczka jest trójkątna, tak szeroka jak długa lub nieco dłuższa niż szersza, w tyle ostro zakończona. Pokrywy są od 1,2 do 1,5 raza dłuższe niż razem szerokie, od 3 do 3,5 raza dłuższe niż przedplecze, u podstawy tak szerokie jak ono lub nieco szersze, o dobrze wykształconych barkach i wspólnie zaokrąglonych szczytach, na powierzchni bezładnie punktowane i zazwyczaj zaopatrzone w po cztery mniej lub bardziej wyraźne żeberka. Epipleury są rozpłaszczone, na całej długości szerokie. Skrzydła tylnej pary są najszersze przed pętlą medialno-kubitalną, o sięgającej nieco za połowę długości i wąsko otwartej komórce bazalnej, o połowę krótszej komórce klinowatej, zanikłej dosiebnie żyłce radialnej, bardzo krótkiej ostrodze medialnej, nieobecnej żyłce poprzecznej radialnej trzeciej, obecnej żyłce poprzecznej radialnej czwartej, niewykształconej żyłce analnej tylnej oraz niewyraźnie wyodrębnionym płacie jugalnym.
Płaskie do lekko pośrodku sklepionego przedpiersie wypuszcza zwykle kompletny i nieco u szczytu poszerzony, na końcu zaostrzony wyrostek międzybiodrowy, sięgający do połowy lekko poprzecznych, złączonych do wąsko oddzielonych, od zewnątrz zwykle zamkniętych panewek przednich bioder. Hypomery podzielone są listewką na nagą część boczną i owłosioną część dośrodkową. Płaskie, pozbawione żeberek czy wyrostków śródpiersie oddzielone jest kompletnymi szwami od mezanepisternitów. Panewki bioder środkowych stykają się ze sobą i są zamknięte od boków. Płaskie lub równomiernie sklepione, wyraźnie poprzeczne zapiersie ma rzucający się w oczy szew metakatepisternalny, a metanepisternity nie są zasłonięte pokrywami.
Odnóża mają uda pozbawione rowków na golenie, szeroko-walcowate golenie z szeregami kolców, bardzo małymi ostrogami, często też z ząbkami, a w przypadku środkowej i tylnej pary także z włoskami pływnymi oraz cztero- lub pięcioczłonowe stopy z niezmodyfikowanymi pazurkami, zaopatrzonym w liczne szczecinki empodium, a niekiedy także z włoskami pływnymi na stronie grzbietowej.
Odwłok ma pięć widocznych, wolnych sternitów (od trzeciego do siódmego), z których pierwszy wypuszcza ostry wyrostek międzybiodrowy i pozbawiony jest pośrodkowego żeberka, a ostatni ma zwyczajnie zaokrąglony tylny brzeg. Pod pokrywami na trzecim laterosternicie występują poprzeczne listewki abaratu strydulacyjnego. Tergity odwłoka są słabo zesklerotyzowane; dziewiąty jest wykrojony, a dziesiąty wolny. Funkcjonalne przetchlinki występują na segmentach od pierwszego do szóstego. Nie występuje spiculum gastrale. Genitalia samca zawierają symetryczny, trójpłatowy edeagus o bardzo krótkiej fallobazie i niezmodyfikowanych paramerach. Genitalia samicy cechuje słabo zesklerotyzowane pokładełko o znacznie dłuższych od paraproktów gonokoksytach podzielonych na szeroki płat dosiebny, smukły płat odsiebny i mały stylik końcowy.

### Larwa
Larwa wyglądem przywodzi na myśl larwy mrówkolwów. Ciało ma wydłużone, lekko spłaszczone, pośrodku odwłoka najszersze, owłosione, błoniaste z wyjątkiem głowy, przedplecza i tergitów ósmego i dziewiątego segmentu odwłoka.
Prognatyczna, szersza niż dłuższa głowa ma w zarysie krawędzie boczne mniej więcej równoległe, krawędź tylno-grzbietową prostą, krawędź tylno-brzuszną wykrojoną, pięć par dobrze odseparowanych oczek larwalnych, zbieżne ku otworowi wielkiemu szwy członowe oraz nieobecne szew epistomalny i linię koronalną. Smukłe czułki zbudowane są z trzech członów, z których drugi i trzeci mogą być tak długie jak pierwszy lub bardziej wydłużone, a drugi na boku ma bardzo drobny wyrostek zmysłowy. Warga górna zrośnięta jest z nadustkiem w klipeolabrum o łukowatej lub kanciastej krawędzi przedniej, pozbawione nasale i adnasaliów. Symetrycznej budowy żuwaczki mają szereg szczecinek lub guzków na spodzie, dwuzębne, umieszczone blisko szczytu retynakulum oraz jednozębny, zakrzywiony wierzchołek, pozbawione zaś są penicillusa, moli i prosteki. Sześcioczłonowe szczęki cechuje kotwiczka w formie dużego sklerytu, pieniek tak długi jak szeroki i dośrodkowo otwarty, długa i palcowata żuwka zewnętrzna na szczycie palpiferu, szeroka u podstawy i zaostrzona u szczytu żuwka wewnętrzna z kolcami lub szczecinkami oraz trójczłonowe głaszczki. Warga dolna ma przedbródek zlany z bródką w poprzecznie owalną płytkę ze szczecinkami po bokach, podbródek zlany z puszką głowową, a głaszczki jednoczłonowe i nie zawsze stawowo osadzone. Szwy gularne są szeroko rozstawione. Szyja nie ma sklerytów szyjnych.
Przedtułów, śródtułów i zatułów mają jednakową długość. Ten pierwszy od góry nakrywa jedna płytka (przedplecze), ten drugi dwa wąskie tergity na przedzie, a ten ostatni nie ma płytek wcale. Długie i smukłe, pięcioczłonowe odnóża mają długie szczecinki na stopogoleniach i wykształcone w formie pazurka przedstopie; brak jest włosków pływnych.
Odwłok ma na segmentach od pierwszego do ósmego krótkie, stożkowate wyrostki boczne, a na segmentach od pierwszego do siódmego pojedyncze poprzeczne szeregi palcowatych i porośniętych szczecinkami wyrostków grzbietowych. Niekiedy palcowate wyrostki występują też na siódmym sternicie. Przedsionek przetchlinkowy na szczycie odwłoka utworzony jest przez zmodyfikowane w walwę grzbietową ósme tergum oraz zmodyfikowany w walwę brzuszną trójpłatowy segment dziewiąty. W przedsionku leży jedyna funkcjonalna para przetchlinek. Segment dziewiąty ma parę małych, jednoczłonowych urogomfów, a segment dziesiąty jest zredukowany i dobrzusznie przesunięty.

## Ekologia i występowanie
Zarówno larwy, jak i postacie dorosłe są owadami wodnymi, zasiedlającymi wody stojące o bogatej, gęstej roślinności, w tym kałuże, bajora i rowy. Osobniki dorosłe żerują na glonach i rozkładającej się materii roślinnej. Przemieszczają się bardzo powoli po podłożu, z którego zgryzają pożywienie. Potrafią również przemieszczać się od spodu tafli wody, filtrując pokarm z jej powierzchni. Oddychają powietrzem atmosferycznym przechowywanym w postaci utrzymywanego włoskami hydrofobowymi pęcherzyka pod spodem ciała, który napełniany jest za pomocą również zaopatrzonych w hydrofobowe owłosienie czułków. Zwykle są sprawnymi lotnikami i bywa, że przylatują do sztucznych źródeł światła. Samica składa od 35 do 100 jaj do kapsuły, którą nosi pod odwłokiem, utrzymując ją tylną parą odnóży. Rozwój zarodkowy trwa kilka dni. Po wylęgu larw pusta kapsuła jest porzucana. Larwy również przemieszczają się powoli po podłożu lub pod taflą wody i przyjmują podobny pokarm, uzupełniając go jednak o martwe, a rzadziej żywe owady, niekiedy nawet praktykując kanibalizm. Rozwój larwalny zajmuje około miesiąca. Przepoczwarczenie ma miejsce poza wodą w komorze ulepionej z cząstek gleby i roślin, przyczepionej do łodyg, liści lub szczątków roślinnych kilka centymetrów powyżej lustra wody.
Rodzaj ma niemal kosmopolityczny zasięg, brak go jednak w nearktycznej Ameryce Północnej. Większość gatunków zamieszkuje krainy etiopską i orientalną. Tylko dwa gatunki znane są z Australii i tylko dwa z Ameryki Południowej. W krainie palearktycznej stwierdzono pięć gatunków, z których tylko S. emarginatus wykazano z Europy, w tym z Polski.

## Taksonomia
Takson ten wprowadzony został w 1798 roku przez Johanna Gottlieba Kugelanna. Gatunkiem typowym wyznaczony został Dytiscus emarginatus. Zapis kopalny rodzaju sięga eocenu.
Do rodzaju tego zalicza się 18 opisanych gatunków:
- Spercheus belli Champion, 1919
- Spercheus burgeoni Orchymont, 1929
- Spercheus cerisyi (Guérin-Méneville, 1844)
- Spercheus crenulatus Fairmaire, 1893
- Spercheus emarginatus (Schaller, 1783)
- Spercheus fimbriicollis Bruch, 1915
- Spercheus gerardi Orchymont, 1929
- Spercheus halophilus Archangelsky, 2001
- Spercheus hanseni Hebauer, 1990
- Spercheus hovanus Fairmaire, 1903
- Spercheus humeralis Régimbart, 1906
- Spercheus platycephalus W.S. Macleay, 1825
- Spercheus senegalensis Laporte de Castelnau, 1832
- Spercheus siamensis Hebauer, 1990
- Spercheus spangleri Hebauer, 1990
- Spercheus stangli Schwarz & Barber, 1918
- Spercheus stasimus Orchymont, 1937
- Spercheus wattsi Hebauer, 1999